# Civilian review board
Un Civilian review board ou CRB (que l'on pourrait traduire par « commission de plainte en matière de droits civiques ou « commission de recours en matière de droits civiques ») est, aux États-Unis, un organisme chargé de répondre à des demandes et des critiques formulées par les habitants d'une ville, concernant la gestion de la cité et en particulier l'exercice de sa police. Des CRB existent ainsi dans la plupart des villes des États-Unis. Leur efficacité tient au fait qu'ils sont indépendants : ils ont pour fonction de répondre aux demandes des citoyens sans avoir à faire appel aux autorités comme la police ou les tribunaux. Lorsqu'une plainte leur est adressée, les CRB mènent des enquêtes indépendantes sans avoir recours aux moyens policiers. C'est pourquoi les CRB sont parfois un moyen de dénoncer certains abus des forces de l'ordre, comme cela fut par exemple le cas dans le quartier de Harlem, à New York.
Les CRB sont créés par les villes qui leur accordent un certain nombre de prérogatives, comme le droit d'enquêter au sein des services de police, le droit de porter plainte auprès des autorités fédérales ou de l'état en cas de violation du droit par la police ou les autorités de la ville, le droit de protéger les officiers de police qui témoignent auprès d'elles, etc.